# Revolutie

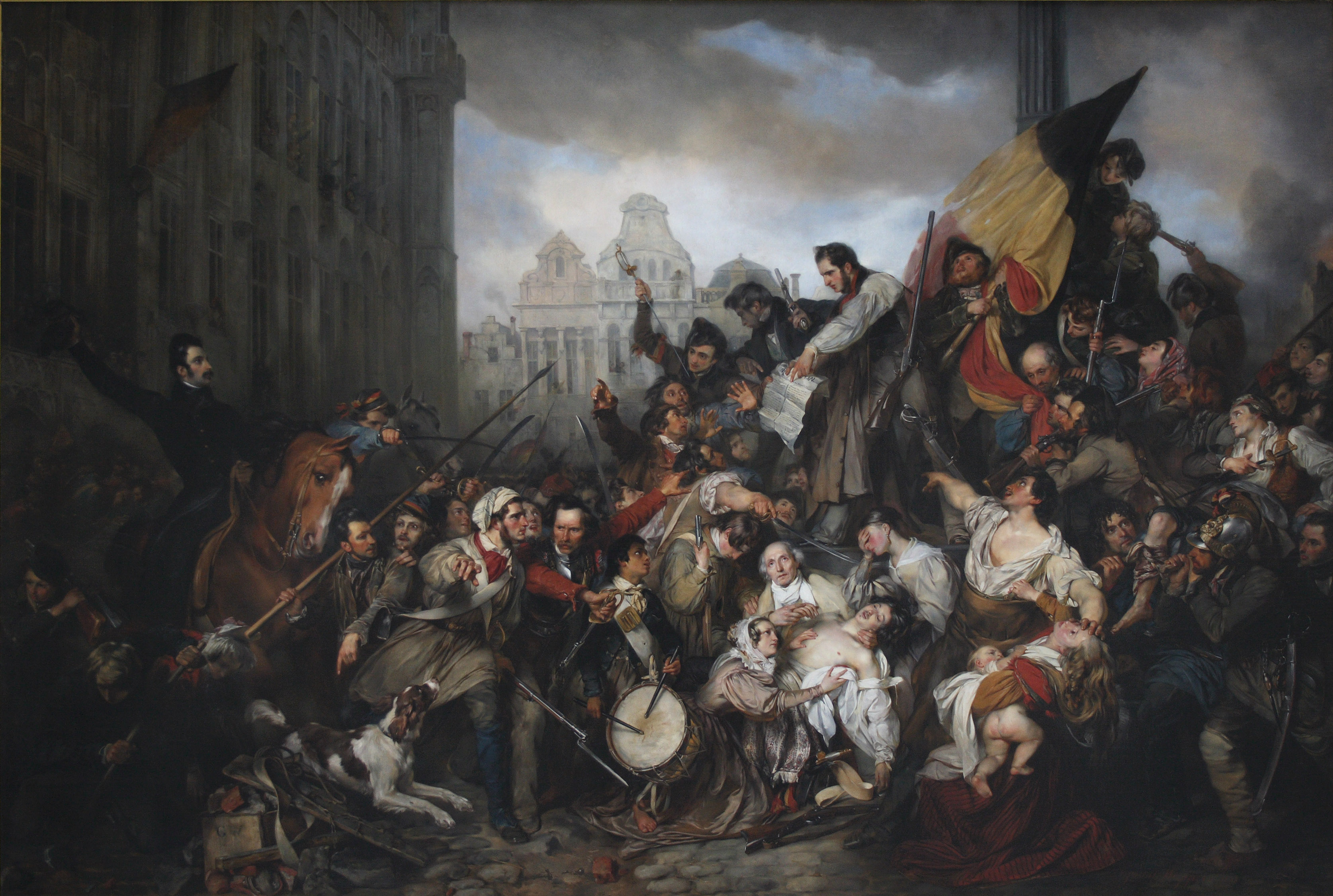
Schilderij over de Belgische Revolutie in 1830

Een revolutie of omwenteling is een grote plotselinge verandering. Het is daarmee de tegenhanger van evolutie, of geleidelijke verandering.
Vaak betreft het een plotselinge opstand van het volk die tot een blijvende politieke verandering leidt. Zo worden bijvoorbeeld de gebeurtenissen in Rusland in 1917, waarbij de tsaar werd afgezet, aangeduid als revolutie. Die in 1905 worden door de meeste historici niet als revolutie gezien, omdat deze nog niet tot een politieke omwenteling leidden, ze vormden er de voorbode van.
In de politicologie verwijst de term revolutie naar het afzetten van de zittende machthebber of autoriteit, met als gevolg een plotselinge verandering van de politieke verhoudingen en van het politieke systeem. In de retoriek en de propaganda van communisme, fascisme en nationaalsocialisme is de term een sleutelbegrip. Een fluwelen revolutie is een geweldloze revolutie. Bij een paleisrevolutie wijzigt de heerser wel, maar het systeem niet.
Theda Skocpol maakt in States and Social Revolutions uit 1979 het onderscheid tussen een sociale revolutie waarbij de sociale structuur van een samenleving verandert, een politieke revolutie waarbij de staatsstructuur verandert en een opstand of rebellie waarbij de bestaande sociaal-politieke structuur intact blijft.

## Begripsontwikkeling

### Politiek, economie en cultuur
Revolutie (Latijn revolutio 'omloop'), in de overdrachtelijke betekenis van plotselinge ommekeer, kwam volgens de Oxford English Dictionary in de vroege 15e eeuw al in het Engels voor. Als politiek concept werd de term in Engeland voor het eerst gebruikt met de Glorious Revolution van 1688. Daarbij werd koning Jacobus II van Engeland ten val gebracht door enkele Engelse parlementsleden en Willem III van Oranje, die met behulp van een Nederlandse vloot Engeland binnenviel. Andere, latere politieke revoluties waren de Amerikaanse Revolutie en de Franse Revolutie die zich, ongeveer honderd jaar later, tegelijk voordeden. De term revolutie wordt bij uitbreiding ook gebruikt voor de snelle, ingrijpende sociaal-economische veranderingen, die optraden als gevolg van de uitvinding van de stoommachine: de zogenaamde industriële revolutie in de negentiende eeuw. De term seksuele revolutie verwijst naar het losser worden van de seksuele mores na 1960, met name door de uitvinding van de anticonceptiepil.
Een geslaagde coup of staatsgreep wordt soms door de plegers zelf als een revolutie betiteld, om aan te geven dat de nieuwe machthebbers een ingrijpende ideologische breuk met het verleden beogen, en om zich zo te legitimeren naar de bevolking. Zo werd de communistische coup van 27 april 1978 in Afghanistan de Grote Saur-revolutie  genoemd (naar de maand Saur of Sowr volgens de Afghaanse kalender waarin deze staatsgreep plaatsvond).

### Wetenschap
Van Copernicus werd in 1543 zijn wetenschappelijke boek De revolutionibus orbium coelestium gepubliceerd, dat Over (de) omwentelingen van hemellichamen betekent (niet om hun eigen as, maar om een ander hemellichaam). In dat boek pleitte hij voor het heliocentrische in plaats van het gangbare geocentrisch wereldbeeld. De wetenschapsfilosoof Thomas Kuhn zette in 1962 in zijn boek De structuur van wetenschappelijke revoluties (The structure of scientific revolutions) een theorie uiteen over het verloop van dergelijke ontwikkelingen in de geschiedenis van de wetenschap, waarin het begrip paradigmaverschuiving een belangrijke rol speelt.

## Nederland
In Nederland was in 1918 vergeefs opgeroepen tot een politieke revolutie door de socialistische voorman Pieter Jelles Troelstra. Deze gebeurtenis werd bekend als de Vergissing van Troelstra. In 1957-1971 werd een geweldloze revolutie gepropageerd in het beginselprogramma van de Pacifistisch Socialistische Partij.